# پت و مت

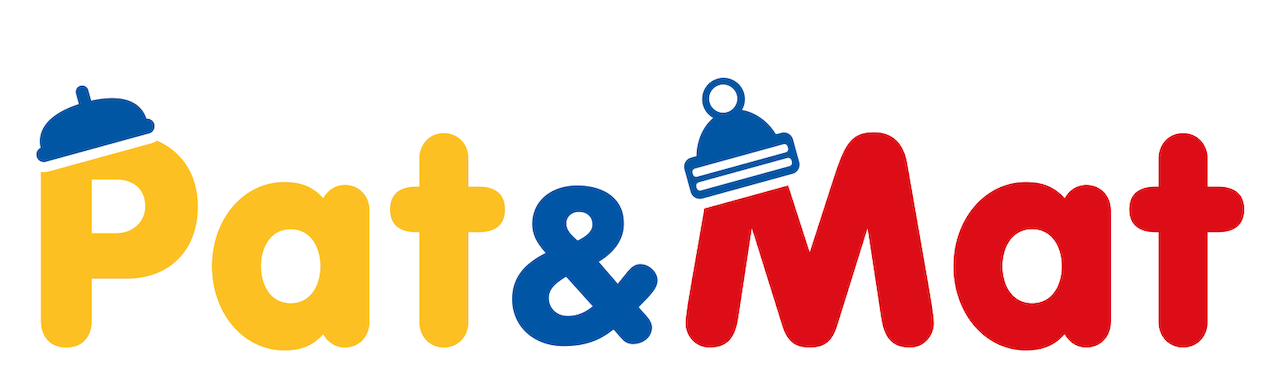
پت و مت

پت و مت (چکی: Pat a Mat یک انیمیشن اسلپ‌استیک است که با استفاده از تکنیک استاپ موشن (حرکت-توقف) در کشور چکسلواکی ساخته‌شده‌است.
این انیمیشن دارای دو شخصیت به نام‌های پت و مت است که توسط لوبومیر بنش و ولادیمیر ییرانک ساخته است.

## موضوع نمایش

پت (راست، لباس زرد) و مت (چپ، لباس قرمز)

این انیمیشن دو مرد تعمیرکار را نمایش می‌دهد که دچار مشکلات به وجودآمده توسط خود می‌شوند و سعی در تصحیح اشتباهات با استفاده از تمامی وسایل ممکن و غیرممکن و خرده‌ریزهای اطراف‌خود دارند! که در نتیجه، مشکلات جدیدی به وجود می‌آید. در نهایت، هر دو اقدام به حل مشکل با روشهایی عجیب و غریب می‌کنند. در این پویانمایی کلیه ابزار و لوازم فنی که معمولاً برای انجام کارهای فنی و تأسیساتی لازم می‌شود از قبیل چکش، مته، انواع پیچ و مهره، گیره کار، مقیاس اندازه‌گیری و غیره در اندازه‌ای کوچک و با دقت زیاد ساخته شده و توسط شخصیت‌های پویانمایی مورد استفاده قرار می‌گیرند. پت و مت با اعتماد به نفس بالا و البته مهارت زیاد در کار با این ابزار فنی، کاملاً بی‌پروا به تخریب آنچه موجود است می‌پردازند و البته نتیجه کار هم کاملاً از قبل قابل پیش‌بینی است.
نکتهٔ جالب این مجموعه این است که علاوه بر خنده‌دار بودن نمایش، دیدگاهی خوش‌بینانه، نسبت به زندگی را ارائه می‌دهد. این دو شخصیت رؤیایی هرگز با به وجود آمدن مشکلات جدید، دلسرد نمی‌شوند وسعی در حل مشکل با روشهای تخیـُلی و نامتعارف، دارند. این مجموعه همین‌طور به‌خاطر موسیقی زیبایش که توسط پیتر اسکومال ساخته‌شده‌است، خاطره‌انگیز است.

## سینمایی
پت و مت یک انیمیشن کوتاه است؛ ولی پس از چند سال انیمیشن سینمایی پت و مت ساخته شد. در این فیلم پت (لباس زرد) نمی‌خوابد و مت (لباس قرمز) CDهای فیلم خودشان را برای او می‌گذارد تا او بخوابد.

## تاریخچه
این دو کاراکتر نخست در سال ۱۹۷۶ در فیلم کوتاهی به‌نام Kuťáci (در انگلیسی The Tinkers) ظاهر شدند. بعداً، این دو در فیلم‌های کوتاه بیشتری ظاهر شدند و سریال‌های تلویزیونی خود را به نام: a je to (به انگلیسی: And that's it) ساختند. این دو شخصیت، در سال ۱۹۸۹، پت و مت نامیده شدند و این برنامه نیز، به نام آنان نام‌گذاری شد. این مجموعه کم‌کم بین تمامی گروه‌های سنی محبوب شد. هرچند که در چکسلواکی سابق، ۳۵ قسمت اولیه این مجموعه تنها برای کودکان در قالب‌های ۷ دقیقه‌ای تولیدشده بود.
این مجموعه در سراسر دنیا محبوب شد و کشورهای سوئد، لهستان، یوگسلاوی، ایسلند، آلمان، سوئیس، برزیل، فنلاند، هلند، کرواسی، نروژ، ایران، مجارستان و چند کشور دیگر، آن را نمایش دادند که البته هر یک از این کشورها، سیاست‌های به خصوصی در پخش چندرسانه ای ای این مجموعه به خرج دادند.
در سال ۱۹۹۳، در زمانی که کشور چکسلواکی، به چک و اسلواکی تقسیم شد، لوبومیر بنس (Lubomír Beneš) استودیوی خود را به نام AIF Studio در پراگ (تولید) و زوریخ (بازاریابی، فروش) افتتاح کرد و با تیم جدید خود ۱۴ قسمت دیگر از این مجموعه را تولید و تمامی ۴۹ قسمت را، راهی بازارهای جهانی کرد. وی در سال ۱۹۹۵، درگذشت.

## تعقیب‌کنندگان
در سال ۲۰۰۵، ۷۸ قسمت بطور کلی با استفاده از ایده‌های تیم جدید ساخته‌شد. در بین تیم جدید تولیدی مارک بنس Marek Beneš پسر لوبومیر بنس Lubomír Beneš نیز حضورداشت. در آبان ۱۳۸۷ و در شبکه دو، پخش اتفاقی قسمت سانسور نشده‌ای از این مجموعه که شیوهٔ تهیه مشروب الکلی از انگور را نشان می‌داد، باعث اخراج سه کارمند تلویزیون ایران شد. این اتفاق دوباره در اواخر خرداد ۱۳۹۹ در شبکه استانی قم اتفاق افتاد که باعث توبیخ عوامل پخش آن شد.